# Héctor Chumpitaz
Héctor Eduardo Chumpitaz Gonzáles (* 12. dubna 1943, Cañete) je bývalý fotbalista z Peru.
Hrál na postu obránce, hlavně za Universitario a Sporting Cristal. Hrál na MS 1970 a 1978.

## Hráčská kariéra
Héctor Chumpitaz hrál na postu obránce za Deportivo Municipal, Universitario, Atlas Gaudalajara a Sporting Cristal.
Za Peru hrál 105 zápasů a dal 3 góly. Hrál na MS 1970 a 1978.

## Úspěchy
Universitario de Deportes
- Peruánská liga (5): 1966, 1967, 1969, 1971, 1974

Sporting Cristal
- Peruánská liga (3): 1979, 1980, 1983

Peru
- Copa América (1): 1975